# Youssou Mbengue
Youssou Mbengue – senegalski piłkarz grający na pozycji pomocnika. W swojej karierze rozegrał 1 mecz w reprezentacji Senegalu.

## Kariera reprezentacyjna
W reprezentacji Senegalu Mbengue zadebiutował 15 marca 1990 w przegranym 0:1 meczu o 3. miejsce Pucharu Narodów Afryki 1990 z Zambią, rozegranym w Algierze. Był to zarazem jego jedyny rozegrany mecz w kadrze narodowej.